# ちゃんMari
ちゃんMARI（1987年10月8日 - ）は、日本のキーボーディスト、音楽プロデューサー。鹿児島県出身。バンド・ゲスの極み乙女（ちゃんMARI名義）のほか、Crimson（福重まり名義）、ichikoro（M名義）およびソロ（FUKUSHIGE MARI）でも活動する。

## 人物
幼い頃からクラシックピアノを始め、短大でアカデミックな音楽理論を学ぶ一方、ジャズ・ピアニストにも2年間師事し、クラシック音楽とジャズの双方を体得したキーボーディストであり、絶対音感の持ち主。

### 音楽的影響
ピアノを習っていた幼い頃、夢中になって聞いていたのはクラシック音楽ではなく、ジブリアニメのサウンドトラックを手掛けていた久石譲の音楽や普通のJ-POPだった。
バンド活動へ没頭していた高校時代は先輩に勧められたRadiohead、Bjork、Nirvanaなどの洋楽を聞いていた。
大学時代、小学生の頃から好きだった椎名林檎が当時リリースしたカバー・アルバム『唄ひ手冥利〜其ノ壱〜』を聴いてジャズ、ボサノバ、シャンソンなど、それまで聴いてきたポップスやクラシック以外のジャンルのスタンダード曲に感銘を受け、そこからジャズに興味を持って理論を学びたいと思うようになった。当時好きだったピアニストはビル・エヴァンスで、自身のピアニストとしてのルーツは彼の『Waltz for Debby』と語っている。それ以外にキース・ジャレット、バド・パウエル、ブラッド・メルドーなども好きだった。
初めて自分の意志で買った楽器は、KORG「SP-250」。18歳くらいの頃、ライブで弾けるピアノが欲しくて買った88鍵の電子ピアノで、ゲスの極み乙女。の初レコーディングの前まで使っていた。

### 楽曲制作
Crimsonでは自身がソングライティングを務める。
ゲスの極み乙女。では、スタジオでメンバーがセッションしながらリアルタイムに楽曲を作っていく。川谷絵音が口頭で伝える彼の頭の中にあるイメージをメンバーたちが実際に楽器を使って具体化させていき、その作業過程で新たに川谷に浮かんだアイデアをまた楽器で弾いてみるという繰り返しの中で楽曲が完成する。ストリングス・アレンジなど編曲は川谷が大枠を作るが、専門的な部分はちゃんMARIが行う。

## 来歴
4歳からクラシックピアノを始める。しかしピアノ教室の先生が怖くて「とにかくピアノが好き」というほどではなかった。ピアノを習い始める前から音楽は好きで、母の琴教室によく付いて行っていた。
高校に入る前はピアノ教室を辞めて1年ほど音楽から離れていたが、「やっぱりピアノを弾きたい」「どうせやるなら1人ではなくいろんな人と音楽をやりたい」という思うようになり、バンド活動を始める。ロックバンドで鍵盤を弾くことになったが、それまで学んでいたクラシック音楽が1人で完結するのとは違い、バンドでは他の楽器とリズムを合わせながら演奏しなければならないため、当初は苦戦した。
高校卒業後は再びクラシックと作曲を本格的に勉強したいと考えて音楽の短期大学に進学し、音楽理論を学ぶ。作曲科を専攻し、ひたすら曲を書いて提出する日々を送る一方、短大とは別にジャズピアニストにも師事して興味を持つようになったジャズを学んだ。
2005年、自身が中心となってジャズのピアノトリオをベースとしたバンドCrimsonを結成。
2012年、川谷絵音を中心に、ほな・いこか、休日課長とゲスの極み乙女。を結成。川谷と休日課長とほな・いこかが一緒に飲んでいた時にバンドをやろうということになり、鍵盤の候補として全員と面識があって当時ほな・いこかとスタジオに入るなどしていたちゃんMARIにも声がかかった。
2017年、iki orchestraのメンバーとして「ARABAKI ROCK FEST.」に出演。
2018年3月、Instrumentalバンド・ichikoroのキーボーディスト・M（Mari）としての活動を開始。10月19日リリースのシンガーソングライター・ロイ-RöE-のデビュー作となる3曲入り配信音源「ウカ*」で初のサウンドプロデュースを担当する。
2019年10月18日、FUKUSHIGE MARI名義でEP『JAPANESE ONNA』をデジタル・リリースしソロデビュー。作詞、作曲、シンセ、打ち込み他本人にできることは本人が作っている。
2022年12月公開の映画『月の満ち欠け』で劇伴デビュー。
2023年7月期テレビドラマ『こっち向いてよ向井くん』（日本テレビ）の劇伴を担当。

## 参加グループ
Crimson
- 2005年、作曲担当の福重まり（ちゃんMARI）を中心に結成され、主に地元鹿児島で活動。
- メンバーは福重まり（keyboard）、川中梢（Vocal&Guitar）、竪山博樹（Drums）、森田晃平（Ba）[17]。
- 結成当初はピアノトリオとボーカルという編成でジャズテイストの強い音楽をやっていたが、ボーカルの川中梢がギターを持つようになってから、ポストロック路線へと変更[8]。
- 2009年に南九州最大のロックフェス「volcano09」に出演したほか、「SUMMER SONIC」にも2度の出演を果たした[8]。

ゲスの極み乙女
- 川谷絵音を中心に結成されたバンド。楽曲によってはちゃんMARIが編曲やストリングスアレンジなども担当する[3]。

iki orchestra
- 「ARABAKI ROCK FEST.」に出演するために結成されたバンドで、メンバーはシンガーソングライター/ギタリストのRei、ドラマーの中村達也、ベーシストの日向秀和[18]。

ichikoro
- ギタリストのichika率いるインスト・バンド[19]

## ディスコグラフィ

### ソロ名義

#### EP
|     | 発売日         | タイトル      | 規格 | 収録曲                                                                                               | オリコン 最高位 | 備考 |
| --- | -------------- | ------------- | ---- | --- | --------------- | ---- |
| 1st | 2019年10月18日 | JAPANESE ONNA | 配信 | 全7曲 1. 沈丁花、低く 2. night dancer 3. スプーンの庭 4. CITY 5. DRUNK 6. 風と彼は誰 7. yellow green | -               |      |

#### デジタルシングル
| 発売日        | タイトル               | 備考 |
| ------------- | ---------------------- | ---- |
| 2023年3月8日  | dancing like a swallow |      |
| 2025年1月22日 | tatoushi               |      |

### 参加作品
| 発売日         | タイトル                         | 規格品番              | 収録曲                               | 備考                 |
| -------------- | -------------------------------- | --------------------- | ------------------------------------ | -------------------- |
| 2016年3月9日   | THE BED ROOM TAPE『Undertow』    | DDCB-12084            |                                      | キーボードで参加     |
| 2017年7月12日  | indigo la End『Crying End Roll』 | WPCL-12676 WPZL-31341 | 夏夜のマジック (Remix by ちゃんMARI) |                      |
| 2017年12月13日 | 守家巧『FAMILY』                 | KOL-13                | ポリス&シーヴス                      | 演奏で参加           |
| 2018年10月19日 | ロイ-RöE-『ウカ*』               | (配信限定)            |                                      | サウンドプロデュース |
| 2018年11月7日  | Rei『REI』                       | UCCJ-9217 UCCJ-2163   |                                      | キーボードで参加     |
| 2019年11月1日  | ロイ-RöE-『癒えないキスをして*』 | (配信限定)            | 癒えないキスをして*                  | サウンドプロデュース |

### 楽曲提供
- 結城萌子「幸福雨」（作詞：川谷絵音/作曲：川谷絵音・ちゃんMARI）
- VESPERBELL「Revelation」（作詞：FUKUSHIGE MARI/作曲：FUKUSHIGE MARI/編曲：井上幹）

### 音楽担当作品
- 月の満ち欠け （2022年公開映画）（規格品番：WPCL-13443）
- こっち向いてよ向井くん （2023年7月 - 9月、日本テレビ）（規格品番：VPCD-86456）

## ミュージックビデオ
| 公開日     | 監督       | 曲名         | 備考 |
| ---------- | ---------- | ------------ | ---- |
| 2019/10/17 | 金野恵利香 | 沈丁花、低く |      |

## 主なライブ

### ソロライブ
| 年   | タイトル                                                     | 備考                                                      |
| ---- | ------------------------------------------------------------ | --------------------------------------------------------- |
| 2019 | FUKUSHIGE MARI solo EP 「JAPANESE ONNA」release party hetero | 11月22日-東京都 Mt.RAINIER HALL SHIBUYA PLEASURE PLEASURE |

### 出演イベント
- 2019年02月02日 - HINA-MATSURI 2019
- 2019年09月28日 - PIA MUSIC COMPLEX 2019（「HINA-MATSURI BAND PMC 2019 SPECIAL」のメンバーとして参加）

## 受賞とノミネート歴
| 年   | 賞                     | 部門       | 対象                           | 結果       |
| ---- | ---------------------- | ---------- | ------------------------------ | ---------- |
| 2023 | 第46回日本アカデミー賞 | 優秀音楽賞 | FUKUSHIGE MARI『月の満ち欠け』 | ノミネート |

## 使用機材
コンピュータ
- Apple「MacBook Pro」

DAWソフト
- Apple「Logic Pro 9」

音源
- KORG「MS-20 mini」
- KAWAI 「MP11SE」
- クラヴィア
  - 「nord electro 6D」「nord electro 4 HP」「nord electro 3 HP」「nord electro 2」

- Dave Smith
  - 「Mopho x4」「Prophet X」

エフェクター
- ProCo「RAT」
- BOSS「DD-6」
- XOTIC「RC Booster」
- HUMAN GEAR「ANIMATO」

## エピソード
ライブ中やTwitterでは、よく「コポゥ」という言葉を発する。2015年5月4日に放送された日本テレビ「しゃべくり007」にゲスの極み乙女。として出演した際、自己紹介として「コポゥ」と言ったところ、チュートリアル・徳井義実に「ヌプゥ」と返された。